# فردریک کرسر
فردریک کرسر (انگلیسی: Frederick Cresser؛ زادهٔ مارس ۱۸۷۲ - درگذشته نامشخص) قایقران روئینگ اهل ایالات متحده آمریکا بود.